# Rolf Mayr
Rolf „Bibo“ Mayr (* 28. August 1964 in Frankfurt am Main) ist ein ehemaliger deutscher Basketball-Nationalspieler. Mayr galt ab 2009 als der größte Mensch Deutschlands, bis er 2022 von Jannik Könecke abgelöst wurde, und ist als Sachgewerbe-Spezialist in Köln tätig.

## Karriere
Mayr, der nach eigenen Angaben mit 16 Jahren ausgewachsen war, spielte in seiner Jugend für die Mannschaften des ehemaligen Bundesligisten Eintracht aus seiner Geburtsstadt. Mit der Herrenmannschaft des Vereins schaffte er 1986 die Rückkehr in die damals drittklassige Regionalliga. Anschließend bekam er ein Sport-Stipendium in den Vereinigten Staaten und studierte ab 1986 an der Duquesne University in Pittsburgh. Er musste in der Basketball-Saison 1986/87 aussetzen, im zweiten Jahr wurde er dann in der Hochschulmannschaft Dukes in der Atlantic 10 Conference der NCAA eingesetzt. Mayr, der dort Mannschaftskamerad seines Landsmanns Arnd Neuhaus war, bekam in der Saison 1987/88 jedoch wenig Einsatzzeit (4,5 Minuten/Spiel) und erzielte 1,2 Punkte sowie 1,2 Rebounds je Begegnung. Er kehrte bereits nach zwei Jahren nach Deutschland zurück. Bei der Basketballmannschaft der Dukes gilt er immer noch als der größte Spieler, der jemals für die Mannschaft aktiv war.
Nach seiner Rückkehr nach Deutschland 1988 spielte Mayr professionell für den deutschen Meister BSC Saturn aus Köln. Dieser hatte jedoch unter dem Verlust seines Namenssponsors zu leiden und konnte in der Basketball-Bundesliga 1988/89 seinen Titel nicht verteidigen. Im April 1989 wurde Mayr in die deutsche Nationalmannschaft zu drei Einsätzen bei Freundschaftsspielen berufen. Zur folgenden Saison fanden die Kölner neue Namenssponsoren in der Türkei und traten unter der Bezeichnung Galatasaray Köln an. Nachdem letztendlich aber vereinbarte Sponsorenzahlungen ausblieben, musste man in der Basketball-Bundesliga 1989/90 Insolvenz anmelden. Mayr wechselte zur folgenden Saison den Verein, blieb aber im Rheinland und schloss sich dem Erstliga-Aufsteiger Godesberger TV an, der jedoch in der Saison 1990/91 den Klassenerhalt verpasste. Daraufhin wechselte Mayr erneut den Verein und ging zum Ligakonkurrenten TuS Bramsche, der mit den Godesbergern aufgestiegen war, aber erfolgreich die Klasse gehalten hatte. Der Verein verpflichtete jedoch ein Jahr später zur Basketball-Bundesliga 1992/93 auch den nahezu gleich langen Nationalspieler Gunther Behnke. Da der gleichzeitige Einsatz der beiden langen Leute für die Mannschaft wenig Erfolg versprach, reduzierten sich Mayrs Einsatzzeiten, der daraufhin 1993 zurück ins Rheinland ging.
Ab 1993 spielte Mayr in der 2. Basketball-Bundesliga Gruppe Nord für den Verein aus Rhöndorf, dem in der 2. Basketball-Bundesliga 1994/95 der Aufstieg in die höchste Spielklasse gelang. In der höchsten Spielklasse kam Mayr jedoch nicht mehr zum Zuge und er wechselte zum lokalen Konkurrenten aus Sechtem in die Regionalliga. Dort beendete er 1998 vorerst seine Basketballkarriere und konzentrierte sich auf den Beruf als Generalagent der Nürnberger Versicherung. Nachdem er vier Jahre lang für die zweite Mannschaft des Vereins aktiv gewesen war, kehrte die erste Mannschaft, die zwischen 1999 und 2002 zweitklassig gespielt hatte, in die Drittklassigkeit zurück. Daraufhin erklärte sich Mayr bereit, auch wieder für die erste Mannschaft aktiv zu werden. Dies tat Mayr dann noch drei Jahre, bevor er im März 2005 endgültig seinen Rücktritt aus der ersten Mannschaft erklärte. Anschließend war er aber noch für unterklassige Mannschaften des Vereins aktiv und tat dies nach einem beruflichen Wechsel 2008 auch für Mannschaften in seiner neuen Heimat beim TuS Jena.

## Aktivitäten
Mayr, der selbst musiziert und nach eigenen Angaben Gitarre und Querflöte spielt, wurde im Rheinland zu einem begeisterten Karnevalisten. 2005 wurde er als Mitglied beim Bonner Stadtsoldaten Corps von 1872 aufgenommen. Ferner wurde Mayr im Rheinland Mitglied der von der CDU organisierten Mittelstands- und Wirtschaftsvereinigung und setzte sich für Belange des Behindertensports ein. So war er unter anderem Mitorganisator eines Basketball-Benefizspiels für den Bonner Behindertensport-Verein 2004, für das er viele ehemalige Kollegen gewinnen konnte.
1998 nahm Rolf Mayr bei Jeder gegen Jeden teil, wurde Tagessieger und konnte sich mit 125 Punkten für das November-Monatsfinale qualifizieren.
2015 war er Kandidat bei Die 2 – Gottschalk & Jauch gegen alle. Im selben Jahr nahm er auch bei Gefragt – Gejagt teil. 2025 nahm er im Juli bei der ZDF-Quizsendung Der Quiz-Champion teil, in der er allerdings bereits im ersten Duell Zeitgeschehen gegen Pinar Atalay ausschied.

## Rekord
Seit dem Tod von Konstantin Klein am 23. Januar 2009, für den eine Körpergröße von 2,23 m gemessen wurde, galt Mayr bis 2022 als der größte lebende Mensch Deutschlands mit einer Größe von 2,22 m, bis er vom 2,25 m großen Jannik Könecke aus Niedersachsen abgelöst wurde. Mayr hat zwei Söhne, die nach Prognosen ebenfalls über 2,10 m groß werden. Mayrs älterer Sohn Daniel hat diese Größe bereits übertroffen (2,18 m). Er spielt ebenfalls Basketball und gehörte 2013 zum Kader der U18-Juniorennationalmannschaft.